# Niederländische Badmintonmeisterschaft 2006
Die Niederländische Badmintonmeisterschaft 2006 fand vom 3. bis zum 5. Februar 2006 im Sportcentrum de Maaspoort, Marathonloop 1-3, in ’s-Hertogenbosch statt. Es wurden fünf Disziplinen gespielt, folgend die Ergebnisse.

## Sieger und Platzierte
| Disziplin    | Gold                                 | Silber                                | Bronze                                       |
| ------------ | ------------------------------------ | ------------------------------------- | -------------------------------------------- |
| Herreneinzel | Dicky Palyama                        | Rune Massing                          | Gerben Bruijstens                            |
| Herreneinzel | Dicky Palyama                        | Rune Massing                          | Eric Pang                                    |
| Dameneinzel  | Mia Audina                           | Rachel van Cutsen                     | Karina de Wit                                |
| Dameneinzel  | Mia Audina                           | Rachel van Cutsen                     | Judith Meulendijks                           |
| Herrendoppel | Jürgen Wouters Ruud Bosch            | Koen Ridder Jordy Halapiry            | Rikkert Suijkerland Dennis van Daalen de Jel |
| Herrendoppel | Jürgen Wouters Ruud Bosch            | Koen Ridder Jordy Halapiry            | Norbert van Barneveld Joris van Soerland     |
| Damendoppel  | Judith Meulendijks Brenda Beenhakker | Mia Audina Lotte Bruil                | Maartje Verheul Claudia Saleming             |
| Damendoppel  | Judith Meulendijks Brenda Beenhakker | Mia Audina Lotte Bruil                | Karina de Wit Betty Krab                     |
| Mixed        | Chris Bruil Lotte Bruil              | Jürgen Wouters Paulien van Dooremalen | Jordy Halapiry Eva Krab                      |
| Mixed        | Chris Bruil Lotte Bruil              | Jürgen Wouters Paulien van Dooremalen | Stephan van Houtem Ilse Bakker               |

## Herreneinzel

### Setzliste
| Platz | Spieler                  |
| ----- | ------------------------ |
| 1     | Dicky Palyama            |
| 2     | Eric Pang                |
| 3     | Rune Massing             |
| 4     | Koen Ridder              |
| 5     | Dennis van Daalen De Jel |
| 6     | Gerben Bruijstens        |

### 1. Runde
| Dicky Palyama         | - | bye                         |                     |
| Jeroen van Moorst     | - | Lars Sijben                 | 21-11, 21-16        |
| Jelle de Keijzer      | - | bye                         |                     |
| Jordy Halapiry        | - | Roy Rouwhorst               | 21-19, 19-21, 18-21 |
| Koen Ridder           | - | bye                         |                     |
| Ralph Starren         | - | Gricha Camonier             | 16-21, 14-21        |
| Gerben Bruijstens     | - | bye                         |                     |
| Rolf Oostenbrink      | - | Marcel Hazebroek            | 11-21, 19-21        |
| Ewoud Tan             | - | Joost Kool                  | 11-21, 14-21        |
| bye                   | - | Dennis van Daalen De Jel    |                     |
| Dennis van Zijderveld | - | Léon Nottelman              | 21-17, 17-21, 14-21 |
| bye                   | - | Rune Massing                |                     |
| Gijs van Heijster     | - | Tim Vaessen                 | 21-13, 24-22        |
| bye                   | - | Saber Afif                  |                     |
| Erwin Hartung         | - | Bouke van Bergen Bravenboer | 9-21, 21-15, 22-20  |
| bye                   | - | Eric Pang                   |                     |

### 2. Runde
| Dicky Palyama     | - | Jeroen van Moorst        | 21-6, 21-6        |
| Jelle de Keijzer  | - | Roy Rouwhorst            | 21-19, 21-13      |
| Koen Ridder       | - | Gricha Camonier          | 26-24, 21-11      |
| Gerben Bruijstens | - | Marcel Hazebroek         | 21-12, 21-12      |
| Joost Kool        | - | Dennis van Daalen De Jel | 17-21, 20-22      |
| Léon Nottelman    | - | Rune Massing             | 14-21, 6-21       |
| Gijs van Heijster | - | Saber Afif               | 21-8, 16-21, 9-21 |
| Erwin Hartung     | - | Eric Pang                | 10-21, 6-21       |

### Viertelfinale
| Dicky Palyama            | - | Jelle de Keijzer  | 21-10, 21-12        |
| Koen Ridder              | - | Gerben Bruijstens | 16-21, 16-21        |
| Dennis van Daalen De Jel | - | Rune Massing      | 22-20, 10-21, 14-21 |
| Saber Afif               | - | Eric Pang         | 10-21, 11-21        |

### Halbfinale
| Dicky Palyama | - | Gerben Bruijstens | 21-17, 21-11 |
| Rune Massing  | - | Eric Pang         | 21-16, 21-17 |

### Finale
| Dicky Palyama | - | Rune Massing | 21-13, 21-9 |

## Dameneinzel

### Setzliste
| Platz | Spieler            |
| ----- | ------------------ |
| 1     | Mia Audina         |
| 2     | Rachel van Cutsen  |
| 3     | Karina de Wit      |
| 4     | Judith Meulendijks |
| 5     | Ilse Vooren        |
| 6     | Lisa Malaihollo    |

### 1. Runde
| Mia Audina         | - | bye                 |                     |
| Jessica Ottenhoff  | - | Ilse Bakker         | 14-21, 10-21        |
| Tak-Ling Lam       | - | bye                 |                     |
| Asmara Kalter      | - | Samantha Barning    | 5-21, 7-21          |
| Judith Meulendijks | - | bye                 |                     |
| Ciska Smeets       | - | Marloes van Heteren | 11-21, 12-21        |
| Ilse Vooren        | - | bye                 |                     |
| Yik-Man Wong       | - | Ilse Vaessen        | 21-16, 21-13        |
| Eefje Muskens      | - | Iris Tabeling       | 19-21, 21-16, 21-11 |
| bye                | - | Lisa Malaihollo     |                     |
| Anita van Dijk     | - | Wendy Slaats        | 17-21, 16-21        |
| bye                | - | Karina de Wit       |                     |
| Nicole Kwee        | - | Yvonne Sie          | 17-21, 16-21        |
| bye                | - | Rachel Geertsen     |                     |
| Dana Kuil          | - | Patty Stolzenbach   | 6-21, 8-21          |
| bye                | - | Rachel van Cutsen   |                     |

### 2. Runde
| Mia Audina         | - | Ilse Bakker         | 21-8, 21-10         |
| Tak-Ling Lam       | - | Samantha Barning    | 10-21, 9-21         |
| Judith Meulendijks | - | Marloes van Heteren | 21-4, 21-5          |
| Ilse Vooren        | - | Yik-Man Wong        | 21-13, 21-18        |
| Eefje Muskens      | - | Lisa Malaihollo     | 21-17, 14-21, 21-18 |
| Wendy Slaats       | - | Karina de Wit       | 7-21, 21-23         |
| Yvonne Sie         | - | Rachel Geertsen     | 21-17, 18-21, 21-19 |
| Patty Stolzenbach  | - | Rachel van Cutsen   | 19-21, 15-21        |

### Viertelfinale
| Mia Audina         | - | Samantha Barning  | 21-10, 21-7 |
| Judith Meulendijks | - | Ilse Vooren       | 21-4, 21-14 |
| Eefje Muskens      | - | Karina de Wit     | 7-21, 5-21  |
| Yvonne Sie         | - | Rachel van Cutsen | 16-21, 5-21 |

### Halbfinale
| Mia Audina    | - | Judith Meulendijks | 20-22, 21-18, 21-19 |
| Karina de Wit | - | Rachel van Cutsen  | 14-21, 18-21        |

### Finale
| Mia Audina | - | Rachel van Cutsen | 21-10, 21-15 |

## Herrendoppel

### Setzliste
| Platz | Spieler                      |
| ----- | ---------------------------- |
| 1     | Jürgen Wouters / Ruud Bosch  |
| 2     | Koen Ridder / Jordy Halapiry |

### 1. Runde
| Jürgen Wouters / Ruud Bosch                    | - | Bouke van Bergen Bravenboer / Dennis Steenland | 21-9, 21-15         |
| Mike van Daal / Ewoud Tan                      | - | Roy Rouwhorst / Rik Wilbers                    | 17-21, 19-21        |
| Rikkert Suijkerland / Dennis van Daalen de Jel | - | Dennis van Zijderveld / Ralph Starren          | 21-18, 23-25, 21-15 |
| Erik Staats / Youri Lapré                      | - | Jasper Timmerman / Joost Kool                  | 21-11, 21-18        |
| Tom Loog / Lars Sijben                         | - | Norbert van Barneveld / Joris van Soerland     | 13-21, 16-21        |
| Lester Oey / Jorrit de Ruiter                  | - | Ronny Knoester / Gricha Camonier               | 17-21, 19-21        |
| Dennis Lens / Joéli Residay                    | - | Stephan van Houtem / Gijs van Heijster         | 21-16, 21-11        |
| Richard den Blanken / Marcel Hazebroek         | - | Koen Ridder / Jordy Halapiry                   | 15-21, 17-21        |

### Viertelfinale
| Jürgen Wouters / Ruud Bosch                    | - | Roy Rouwhorst / Rik Wilbers      | 21-6, 21-13  |
| Rikkert Suijkerland / Dennis van Daalen de Jel | - | Erik Staats / Youri Lapré        | walkover     |
| Norbert van Barneveld / Joris van Soerland     | - | Ronny Knoester / Gricha Camonier | 21-18, 21-9  |
| Dennis Lens / Joéli Residay                    | - | Koen Ridder / Jordy Halapiry     | 15-21, 15-21 |

### Halbfinale
| Jürgen Wouters / Ruud Bosch                | - | Rikkert Suijkerland / Dennis van Daalen de Jel | 21-13, 19-21, 21-19 |
| Norbert van Barneveld / Joris van Soerland | - | Koen Ridder / Jordy Halapiry                   | 21-23, 16-21        |

### Finale
| Jürgen Wouters / Ruud Bosch | - | Koen Ridder / Jordy Halapiry | 21-19, 19-21, 21-14 |

## Damendoppel

### Setzliste
| Platz | Spieler                                    |
| ----- | ------------------------------------------ |
| 1     | Paulien van Dooremalen / Rachel van Cutsen |
| 2     | Eva Krab / Ilse Vooren                     |

### 1. Runde
| Paulien van Dooremalen / Rachel van Cutsen | - | bye                                    |              |
| Karina de Wit / Betty Krab                 | - | Lisa Malaihollo / Rachel Geertsen      | 22-20, 25-23 |
| Ginny Severien / Wendy Slaats              | - | bye                                    |              |
| Mia Audina / Lotte Bruil                   | - | Eefje Besselink / Ilse Vaessen         | 21-6, 21-14  |
| Dana Kuil / Marloes van Heteren            | - | Yik-Man Wong / Samantha Barning        | 12-21, 20-22 |
| bye                                        | - | Judith Meulendijks / Brenda Beenhakker |              |
| Maartje Verheul / Claudia Saleming         | - | Ciska Smeets / Mirte Stapel            | 21-16, 21-11 |
| bye                                        | - | Eva Krab / Ilse Vooren                 |              |

### Viertelfinale
| Van Dooremalen / Van Cutsen        | - | Karina de Wit / Betty Krab             | 17-21, 23-25        |
| Ginny Severien / Wendy Slaats      | - | Mia Audina / Lotte Bruil               | 16-21, 11-21        |
| Yik-Man Wong / Samantha Barning    | - | Judith Meulendijks / Brenda Beenhakker | 6-21, 10-21         |
| Maartje Verheul / Claudia Saleming | - | Krab / Ilse Vooren                     | 14-21, 21-19, 21-15 |

### Halbfinale
| Karina de Wit / Betty Krab             | - | Mia Audina / Lotte Bruil           | 18-21, 10-21 |
| Judith Meulendijks / Brenda Beenhakker | - | Maartje Verheul / Claudia Saleming | 21-15, 21-7  |

### Finale
| Mia Audina / Lotte Bruil | - | Judith Meulendijks / Brenda Beenhakker | 10-21, 15-21 |

## Mixed

### Setzliste
| Platz | Spieler                                 |
| ----- | --------------------------------------- |
| 1     | Jürgen Wouters / Paulien van Dooremalen |
| 2     | Jordy Halapiry / Eva Krab               |

### 1. Runde
| Jürgen Wouters / Paulien van Dooremalen | - | Jasper Timmerman / Betty Krab          | 21-14, 21-10        |
| Léon Nottelman / Rachel Geertsen        | - | Dennis Steenland / Dana Kuil           | 14-21, 21-14, 21-16 |
| Jorrit de Ruiter / Ilse Vaessen         | - | Rikkert Suijkerland / Ginny Severien   | 17-21, 12-21        |
| Stephan van Houtem / Ilse Bakker        | - | Youri Lapré / Viona Utama              | 23-21, 24-22        |
| Ronny Knoester / Wendy Slaats           | - | Marcel Hazebroek / Marloes van Heteren | 21-18, 12-21, 21-18 |
| Chris Bruil / Lotte Bruil               | - | Tim Vaessen / Claudia Saleming         | 21-13, 21-9         |
| Dennis Lens / Sanna van Onselder        | - | Joéli Residay / Joyce Crouse           | walkover            |
| Ralph Starren / Jessica Ottenhoff       | - | Jordy Halapiry / Eva Krab              | 17-21, 12-21        |

### Viertelfinale
| Jürgen Wouters / Paulien van Dooremalen | - | Léon Nottelman / Rachel Geertsen | 30-29, 18-21, 21-16 |
| Rikkert Suijkerland / Ginny Severien    | - | Stephan van Houtem / Ilse Bakker | 20-22, 19-21        |
| Ronny Knoester / Wendy Slaats           | - | Chris Bruil / Lotte Bruil        | 4-21, 9-21          |
| Dennis Lens / Sanna van Onselder        | - | Jordy Halapiry / Eva Krab        | 16-21, 10-21        |

### Halbfinale
| Jürgen Wouters / Paulien van Dooremalen | - | Stephan van Houtem / Ilse Bakker | 10-21, 22-20, 24-22 |
| Chris Bruil / Lotte Bruil               | - | Jordy Halapiry / Eva Krab        | 21-17, 21-11        |

### Finale
| Jürgen Wouters / Paulien van Dooremalen | - | Chris Bruil / Lotte Bruil | 10-21, 14-21 |

## Referenzen
- https://tournamentsoftware.com/sport/tournament.aspx?id=B8FB929B-1918-46A3-8577-EEC2DD80785A